# Sfera di Ewald
La sfera di Ewald è una costruzione geometrica usata nella cristallografia con elettroni, neutroni e raggi X che evidenzia il legame tra:
- la lunghezza d'onda dell'onda incidente e dell'onda diffratta;
- l'angolo di Bragg per una data riflessione;
- il reticolo reciproco di un cristallo

La costruzione fu concepita dal fisico tedesco e cristallografo Paul Peter Ewald chiamandola sfera delle riflessioni.
La sfera di Ewald può essere usata per trovare la massima risoluzione possibile per una data lunghezza d'onda e la dimensione della cella unitaria. Spesso è mostrato nella versione bidimensionale chiamata cerchio di Ewald.

## Costruzione di Ewald

Costruzione della sfera di Ewald

Un cristallo può essere descritto da un reticolo di punti. La condizione per avere una interferenza costruttiva è che le possibili variazioni del vettore d'onda formino un reticolo nello spazio dei momenti (il reticolo reciproco). Per esempio, il reticolo reciproco di una struttura cubica semplice è ancora un cubo semplice. Lo scopo della sfera di Ewald è di determinare quale piano del reticolo cristallino (a cui corrisponde un punto nel reticolo reciproco) è associato ad una diffrazione osservata per una certa lunghezza d'onda incidente.
L'onda piana incidente sul cristallo ha come vettore d'onda {\displaystyle K_{i}} il cui modulo è {\displaystyle 2\pi /\lambda }. L'onda piana riflessa ha vettore d'onda {\displaystyle K_{f}}. Se non varia l'energia nel processo di diffrazione (cioè è elastico) allora {\displaystyle K_{f}} ha lo stesso modulo di {\displaystyle K_{i}}. Il vettore di scattering è definito dalla variazione del vettore d'onda {\displaystyle \Delta {K}=K_{f}-K_{i}}. Poiché i due vettori d'onda hanno lo stesso modulo allora il vettore di scattering disegnato a partire da {\displaystyle K_{i}} deve stare su una sfera di raggio {\displaystyle 2\pi /\lambda }. Questa sfera è la sfera di Ewald.
I punti del reticolo reciproco sono i valori del momento trasferito quando la legge di Bragg è soddisfatta. Alternativamente, si può dire che, affinché si abbia diffrazione dell'onda incidente, il vettore di scattering deve corrispondere ad un vettore del reticolo reciproco. Geometricamente questo vuol dire che se l'origine dello spazio reciproco è posta sulla punta del vettore {\displaystyle K_{i}} allora la diffrazione avviene solo per quei punti del reticolo reciproco che appartengono alla superficie della sfera di Ewald.